# Zygochloa
Zygochloa is een monotypisch geslacht uit de grassenfamilie (Poaceae) en is endemisch in Australië. De enige soort is Zygochloa paradoxa. Het komt in extreem droge gebieden voor zoals de Simpsonwoestijn.